# Chiesa di San Salvatore (Massino Visconti)
La chiesa di San Salvatore è un edificio religioso del comune di Massino Visconti, in provincia di Novara. Sorge su un colle denominato monte San Salvatore e la sua costruzione iniziò intorno all'anno 1000 per volontà dei monaci benedettini dell'abbazia di Massino.

## Architettura
Nel corso dei secoli la chiesa subì diverse trasformazioni. Quella che oggi è la cappella laterale orientale, in antichità era l'abside della chiesa: durante alcuni restauri novecenteschi sono stati riportate alla luce delle pitture risalenti al XV secolo, fatte realizzare al pittore Giovanni de Campo per volere di Lancillotto Visconti, feudatario di Massino, e raffiguranti un Cristo pantocratore circondato dai simboli degli evangelisti, gli apostoli e le sante Caterina da Siena e Maria Maddalena.
Intorno alla fine del XV secolo l'abbazia andò in declino e giunsero sul monte San Salvatore i monaci eremiti di Sant'Agostino, i quali ampliarono il complesso e vi rimasero fino al 1660. Vennero successivamente costruiti il campanile e la sacrestia, mentre nel XVII secolo la chiesa cambiò il suo orientamento, spostando l'altare a sud e trasformando l'antico abside in una cappella laterale.

### Le cappelle laterali

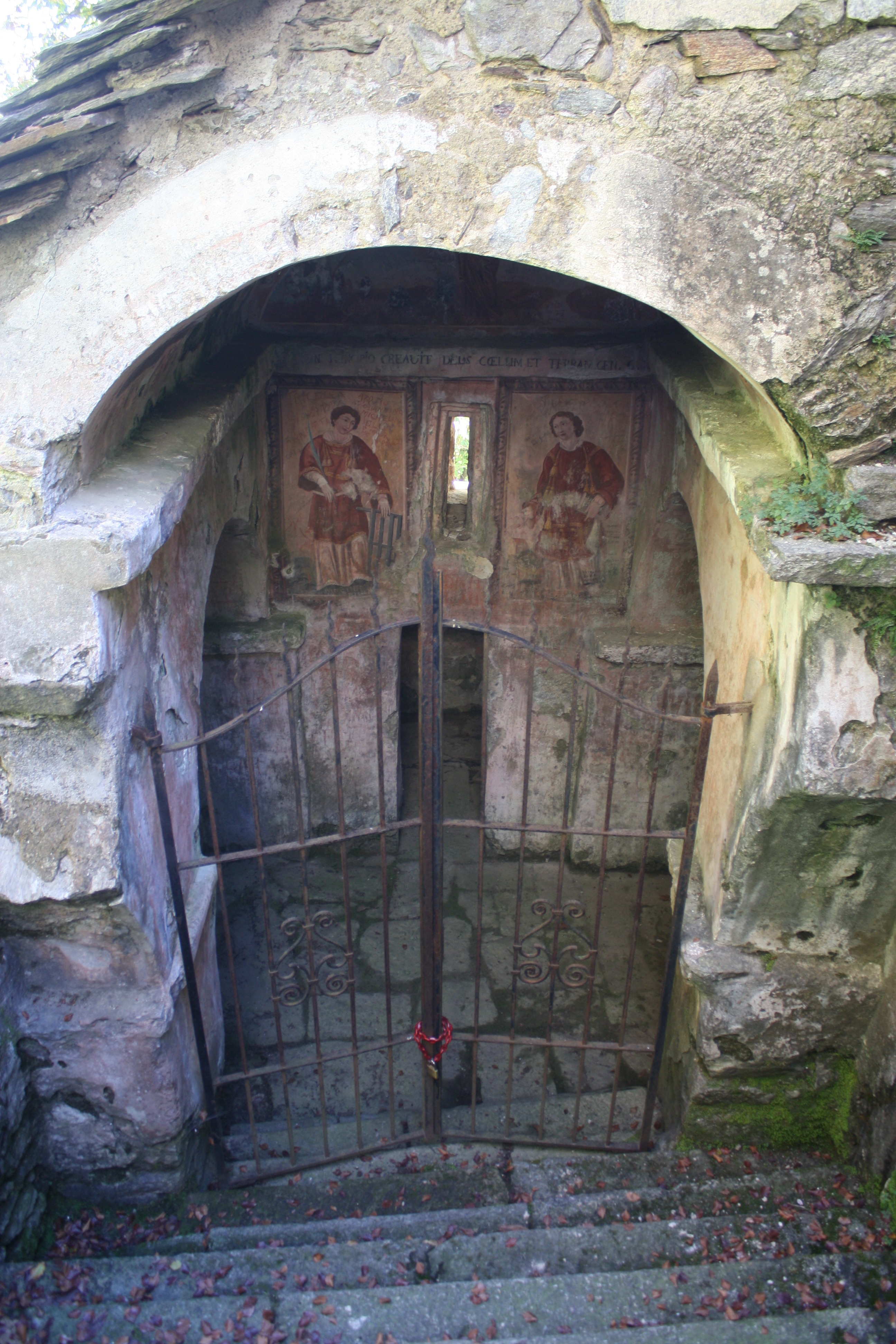
Una delle cappelle laterali esterne alla chiesa

Accanto alla chiesa, sul lato orientale, ad un livello inferiore rispetto al pavimento dell'edificio, venne fatta realizzare nel XII secolo una cappella dedicata a San Quirico. A questa si aggiunsero, nei due secoli successivi, le cappelle di Santa Margherita (affiancata a quella di San Quirico), e quella di Santa Maria Maddalena, posta a un livello intermedio, successivamente intitolata a San Gioacchino e Sant'Anna. Alle cappelle inferiori si accedeva percorrendo la cosiddetta "scala santa", che i devoti salivano in ginocchio pregando. Gli affreschi, oggi pesantemente degradati a causa dell'umidità, sono opera di Andrea Francinetti.

## Le cappelle del piazzale
Davanti all'ingresso della chiesa, nel piazzale intitolato a don Eugenio Salsa, restauratore della chiesa nel 1914, si trovano due piccole cappelle: quella più antica, della Crocifissione, ha forma a capanna e presenta affreschi quattrocenteschi (antecedenti al 1456), mentre quella più recente, di Sant'Uguccione, è circolare e in stile barocco. Nel corso del XIX e XX secolo vennero edificate altre due cappelle.